# Wilde Flowers
«The Wilde Flowers» — британская группа, названная в честь Оскара Уайлда, существовавшая в округе Кентербери, Англия, в 1964—1967 годы. За время своего существования группа не выпустила ни одной записи, но побочным продуктом её деятельности стали две другие группы, ставшие знаменитыми и влиятельными — Soft Machine и Caravan.
В 1994 году был выпущен CD с неизданными до того записями «Wilde Flowers».

## Состав
Участниками группы в разные периоды были:
- Брайан Хоппер — гитара, саксофон
- Хью Хоппер — бас
- Роберт Уайетт — ударные, вокал
- Кевин Эйерс — вокал
- Грэм Флайт — вокал
- Ричард Синклер — гитара, вокал
- Пай Хастингс — гитара, вокал
- Дейв Синклер — клавиши
- Ричард Кулан — ударные